# Laura López
Laura López Ventosa (Madrid, 13 gennaio 1988) è una pallanuotista spagnola vincitrice della medaglia d'argento alle Olimpiadi di Londra 2012.

## Palmarès
- Giochi olimpici

Londra 2012: argento.
- Mondiali

Barcellona 2013: oro.
- Europei

Malaga 2008: argento.
Budapest 2014: oro.